# Registros históricos chinos de cometas

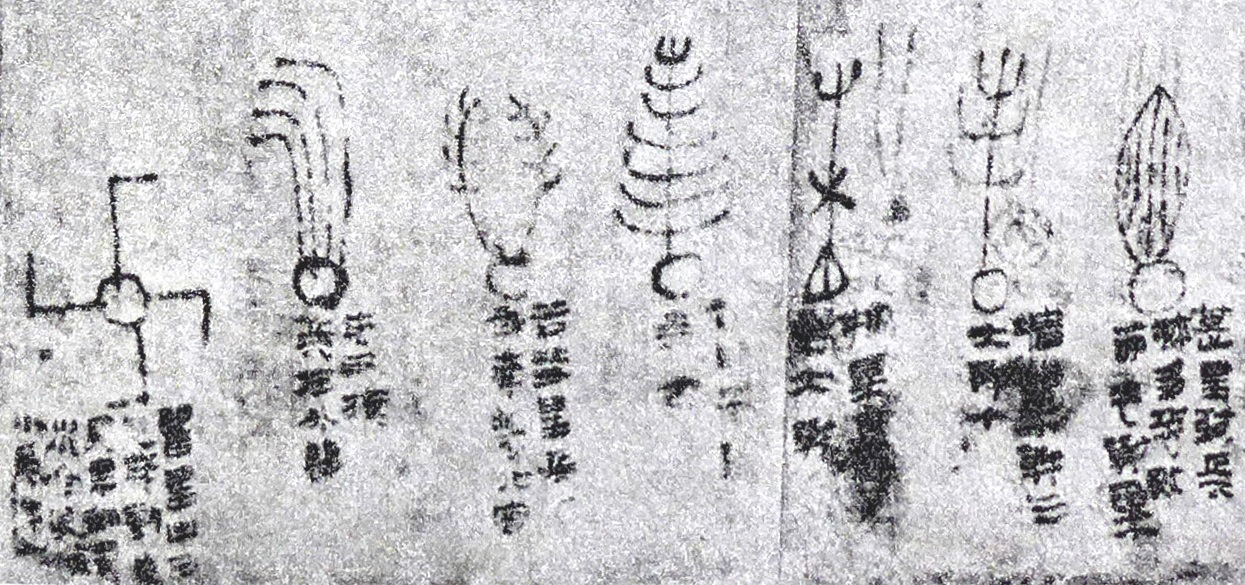
Detalle del manuscrito de astrología, tinta sobre seda, siglo II a. C., dinastía Han, desenterrado de la tumba de Mawangdui. La página ofrece descripciones e ilustraciones de siete cometas, de un total de 29 que se describen en el documento.

Los registros chinos sobre cometas son los más extensos y precisos que existen de las épocas antigua y medieval, y se remontan a tres milenios. Existen registros al menos desde el año 613 a. C., y es posible que se llevaran muchos siglos antes. Hay registros continuos hasta el siglo XIX, con métodos sustancialmente coherentes. La precisión de los datos chinos es insuperable en el mundo antiguo y no fue superada por la precisión occidental hasta el siglo XV o, en algunos aspectos, hasta el siglo XX.
Los cometas se observaban con gran detalle debido a su importancia astrológica. Sin embargo, estas observaciones son ahora de gran utilidad para los astrónomos modernos. Su precisión es suficiente para permitir el cálculo de los elementos orbitales, y los astrónomos modernos lo han hecho para muchos cometas. En particular, se han determinado las órbitas antiguas del cometa Halley a partir de registros chinos, lo que no es posible sólo con datos modernos debido a que el cometa se acercó mucho a la Tierra en el siglo IX. Estos acercamientos provocan cambios bruscos en las órbitas de los cometas, y este tipo de cambios antiguos no pueden modelizarse con precisión a partir de los datos orbitales actuales del cometa.

## Registros chinos

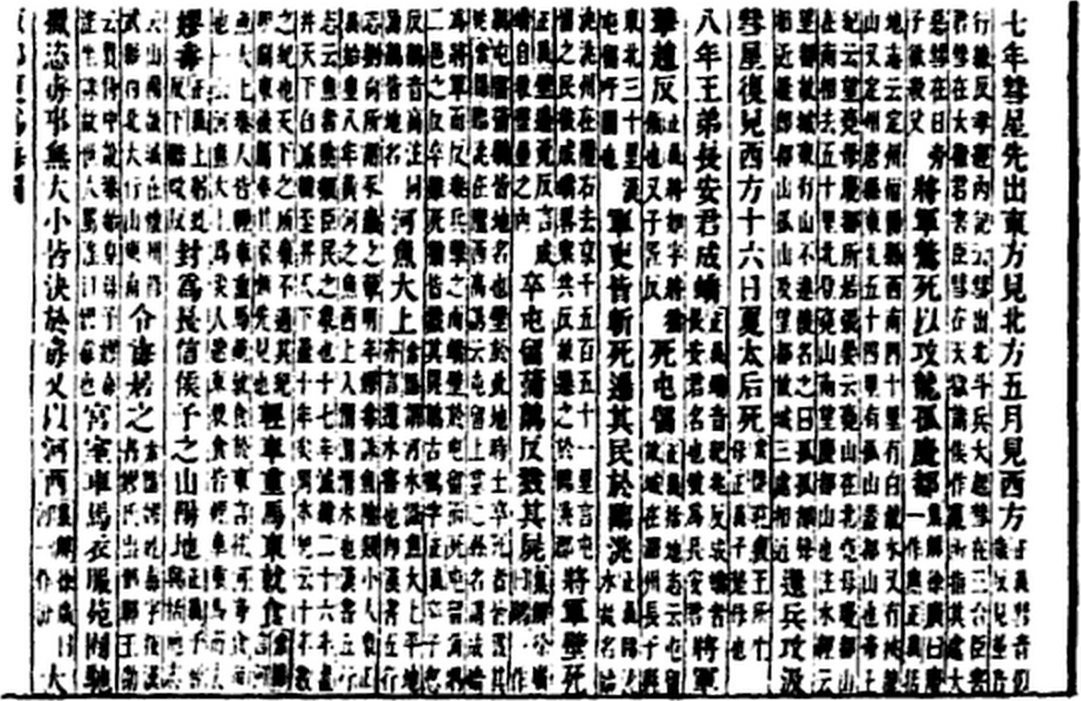
Informe del Shiji (史記, Memorias Históricas) sobre la aparición del cometa Halley en 240 a. C.

Los antiguos registros chinos de observaciones de cometas son los registros históricos más extensos que existen. Son mucho más completos que las observaciones europeas. La primera observación china confirmada de un cometa data del año 613 a. C., pero también existe un posible avistamiento del cometa Halley en 1059 a. C. Sin embargo, puede que no se trate de un avistamiento real, sino del resultado de un cálculo posterior.
Los primeros registros denominan beixing (o boxing: 孛星, «estrella blanda» o «estrella centelleante», según Yeomans et al.) a los cometas. Más adelante se distingue entre beixing y huixing (彗星, «estrella escoba»), es decir, cometas sin cola y con cola, respectivamente. En este caso, el palo de escoba es una metáfora de la cola y la cabeza de escoba, de la cabeza del cometa. Los astrónomos chinos fueron los primeros en observar que las colas de los cometas apuntan en dirección opuesta al Sol. Lo sabían al menos en el año 635 d. C., muchos siglos antes de que el fenómeno se observara en Occidente. Otros nombres chinos descriptivos del cometa son saoxing (掃星, «estrella barredora»), tianchan (天攙, «mezclador del cielo»), fengxing (篷星, «estrella navegante»), changxing (長星, «estrella larga») y zhuxing (燭星, «estrella iluminante»).
Los registros chinos no sólo son los más extensos de la antigüedad, sino también los más precisos, a menudo con una precisión de medio grado de ascensión recta. Las mediciones occidentales no las superaron en precisión hasta el siglo XV: en 1456, Paolo Toscanelli siguió el avance del cometa Halley con una precisión de una fracción de grado.
Encontrar la hora de una observación china es un poco más difícil. Esto puede ser muy importante en el caso de objetos que se mueven rápidamente, como los cometas. Sin embargo, las fechas están registradas, y la hora puede estimarse con una precisión de una o dos horas teniendo en cuenta el momento en el que los observadores chinos habrían tenido buenas condiciones de observación. Los cometas que realmente tienen cola pueden describirse como beixing cuando están en oposición y la cola no es visible, lo que proporciona una pista adicional.
Los registros chinos del brillo de los cometas son superiores a las observaciones occidentales hasta una fecha incluso posterior. El Occidente no superó a los astrónomos chinos en este aspecto hasta el siglo XX, al menos en lo que respecta al registro diligente de los brillos.

### Lista de registros
Los siguientes documentos contienen importantes observaciones de cometas. Muchos otros documentos locales contienen información útil y han sido incorporados a diversas recopilaciones.